# Osmia gemmea
Osmia gemmea är en biart som beskrevs av Pérez 1896. Osmia gemmea ingår i släktet murarbin, och familjen buksamlarbin. Inga underarter finns listade i Catalogue of Life.